# Seven Kingdoms (Computerspiel)
Seven Kingdoms ist ein Echtzeit-Strategiespiel für Windows und Linux. Es wurde von Trevor Chan von Enlight Software entwickelt und 1997 von Interactive Magic auf den Markt gebracht. Für das Spiel erschien kurze Zeit später die kostenlose Erweiterung Seven Kingdoms: Ancient Adversaries. Der Nachfolger Seven Kingdoms II: The Fryhtan Wars erschien 1999. Das 2007 veröffentlichte Seven Kingdoms: Conquest wurde nicht mehr von Enlight Software selbst entwickelt und knüpfte auch nicht an die Spielelemente des Vorgängers an.
2009 wurde der Quelltext von Seven Kingdoms veröffentlicht und das Spiel seitdem als Open-Source-Projekt unter der GNU General Public License veröffentlicht und die Weiterentwicklung durch die Spielerschaft unterstützt.

## Spielprinzip
Wie in Strategiespielen üblich ist auch bei Seven Kingdoms das Hauptspielziel die Vernichtung aller Gegner, wobei auch alternative Spielziele wie z. B. das Erreichen einer bestimmten Bevölkerungsgröße ausgewählt werden können. Die Vernichtung des Gegners wird genreüblich mittels Einsatz von Kampfeinheiten erreicht. Das Spiel bietet wenige taktische Möglichkeiten im Kampf, wodurch es im Prinzip darum geht, die umfangreichste Armee aufzustellen. Dies erreicht man nicht wie bei den meisten Titeln des Genres, indem man Einheiten in Gebäuden baut, sondern durch das Ausbilden von Bauern zu Kriegern. Es gilt also, möglichst viele Bauern unter Kontrolle zu bringen, wobei auch diese nicht einfach „erzeugt“ werden können, sondern bereits zu Beginn des Spiels in vielen unabhängigen Dörfern, welche über die gesamte Karte verteilt sind, wohnen. Diese Dörfer kann man mit drei Methoden dazu bewegen, sich dem eigenen Königreich anzuschließen. Für eine Übernahme benötigt man zuerst einen General in einer nahen Festung. Falls er die Nationalität der Einwohner hat und sein Ruhm hoch genug ist, kann es sein, dass die Resistenz der Einwohner so weit sinkt, dass sie sich anschließen. Falls dies nicht geschieht, kann man den Einwohnern Geld geben oder das Dorf so lange angreifen, bis der Widerstand gebrochen ist, wodurch jedoch viele Einwohner aus dem Dorf kommen und kämpfen. Dadurch sinkt die Einwohnerzahl stark, so dass das Dorf weniger Waren kaufen wird. Nachdem das Dorf eingenommen ist, kann man die so gewonnenen Bauern zu Kriegern ausbilden, indem man sie in eine Festung schickt und sie damit einem General unterstellt, der sie dann permanent trainiert und langsam ihre Kampffertigkeit erhöht. Allerdings sind Bauern neben dem Ausbilden zu Kriegern noch für andere Sachen zu gebrauchen. Sie arbeiten in Fabriken, Minen oder Forschungszentren. Minen müssen auf Rohstoffquellen errichtet werden und die in der Mine arbeitenden Bauern fördern den entsprechenden Rohstoff, um ihn in der Fabrik zu Waren zu verarbeiten und ihn schließlich auf dem Marktplatz an die in den eigenen Dörfern wohnenden Bauern zu verkaufen, was die Haupteinnahmequelle des einzigen im Spiel befindlichen Zahlungsmittels ist: Geld beziehungsweise Gold. Das Gold wird hauptsächlich für den Bau und die Instandhaltung der eigenen Gebäude und die Zuschüsse an fremde Dörfer benötigt. Neben dem Gold gilt es noch, stets den Vorrat an Nahrung im Auge zu behalten, von der jeder in einem Dorf lebende Bauer regelmäßig zwei Einheiten produziert und jede Person eine Einheit benötigt. Man sollte also langfristig gesehen mindestens 50 % Bauern haben. Des Weiteren gibt es noch Forschungszentren und Rüstungsfabriken, die der Produktion von Kriegsgerät wie Katapulten oder Kanonen dienen.

### Nationalitäten
Im Spiel sind sieben Nationalitäten verfügbar, von denen es sich vor Spielbeginn für eine zu entscheiden gilt: Normannen, Griechen, Wikinger, Perser, Chinesen, Japaner und Maya. Mit der Erweiterung Ancient Adversaries kamen drei Nationalitäten hinzu: Mogule, Zulu und Ägypter. Die einzelnen Nationalitäten unterscheiden sich, abgesehen vom Aussehen und der Sprache der Einheiten, in der Art ihrer Kampffertigkeiten. Unabhängig davon ist es entscheidend, welche Nationalität man wählt, denn die Übernahme eines unabhängigen Dorfes gestaltet sich deutlich unkomplizierter, wenn die Nationalität der im Dorf lebenden Bevölkerung die gleiche wie die eigene ist. Ein jeder Spieler wird also zuerst versuchen, alle Dörfer mit eigener Nationalität einzunehmen. Ein Königreich muss und wird nicht nur aus Leuten gleicher Nationalität bestehen, doch entscheidend ist die Nationalität, mit der man ins Spiel startet, nach ihr richten sich die Nationalität der Starteinheiten und die des Königs, der im Spiel im Wesentlichen als General fungiert. Einheiten in einem Königreich fühlen sich wohler, wenn sie die gleiche Nationalität besitzen, wie ihr König, in der Regel werden also die meisten Einheiten in einem Königreich die gleiche Nationalität haben wie ihr König.

### Loyalität
Jede Einheit besitzt einen Loyalitätswert, der von dem Ansehen des Königreiches, Vorhandensein von ausreichend Nahrung, der momentanen Situation, in der sich die Einheit befindet und noch vielen weiteren Dingen abhängt. Die Loyalität eines Soldaten, der nutzlos in der Gegend rumsteht, wird sinken, die, eines Kriegers, der unter dem direkten Befehl des eigenen Königs in einer Festung trainiert, bis zum Maximum steigen. Wenn die Loyalität einer Einheit unter einen gewissen Punkt sinkt, wird sie ihr Königreich verlassen und zum Feind überlaufen oder in ein unabhängiges Dorf ziehen. Wenn die Loyalität in einem gesamten Dorf zu niedrig wird, kann es zu Aufständen kommen.

## Rezeption
Das Spiel bleibe hinter den Erwartungen zurück. Der Aufbau des Imperiums folge immer dem gleichen Schema und hänge oft auch vom Glück ab. Der mittlere Teil des Spiels sei spannend und interessant. Der Endkampf folge dem Masse-statt-Klasse-Prinzip. Age of Empires sei Seven Kingdoms daher unterlegen. Die Grafik erinnere an Warcraft 2. Die Steuerung sei überzeugend. Auch im Solospiel sei Seven Kingdoms dank der KI motivierend. Die hohe Spieltiefe gebe Seven Kingdoms einen epischen Charakter, ähnlich wie Civilization. Die Hintergrundmusik sei stimmungsvoll.

### Auszeichnungen
- Echtzeitstrategiespiel des Jahres 1997[5]

## Ancient Adversaries
Die Computerspiel-Erweiterung enthielt drei neue Völker sowie ein Eis- und Schnee-Terrain sowie weitere Szenarien mit erhöhtem Schwierigkeitsgrad. Sie wurde als kostenloses Upgrade und als Ersatz für die Ladenversion vertrieben.
Das Spiel wurde nach einer Quelltextveröffentlichung seitens des Herstellers als Open-Source-Projekt von der Community weiterentwickelt und für moderne Betriebssysteme optimiert. Seit der SDL-Portierung im Juli 2010 ist das Spiel auch mit dem Linux-Betriebssystem kompatibel.